# 似聖天竺鯛
似聖天竺鯛（學名：Nectamia similis），為輻鰭魚綱鈎頭魚目天竺鯛科聖天竺鲷屬下的一個種，分布於西太平洋印尼至密克羅尼西亞，北至菲律賓海域，本魚體呈橢圓形，體稍側扁，頭大、眼大、口大且斜裂，頜齒細小，鋤骨和腭骨通常具齒，舌上無齒，鰓蓋骨後緣棘不發達，體被弱櫛鱗，背鰭2個，尾鰭截形，體色棕色到青銅色，體側有6-7個淺灰色到白色的狹窄橫條紋，尾柄周圍有一條寬闊的白色橫紋，後面有一條寬闊的深色橫條紋，眼睛下方有一個斜楔形條紋，眼睛上有狹窄的白色邊緣，背鰭硬棘8枚、背鰭軟條9枚、臀鰭硬棘2枚、臀鰭軟條8枚，體長可達6.3公分，棲息礁石區，夜間活動，屬肉食性，以浮游生物為食，繁殖期時，雄魚具有口孵習性，卵約7日化成仔魚，由雄魚吐出，具短暫的仔魚飄浮期，生活習性不明。